# (30849) 1991 RE20
(30849) 1991 RE20 est un astéroïde de la ceinture principale d'astéroïdes découvert en 1991.

## Description
(30849) 1991 RE20 a été découvert le 14 septembre 1991 à l'observatoire Palomar, situé au nord de San Diego en Californie, par Henry E. Holt.

### Caractéristiques orbitales
L'orbite de cet astéroïde est caractérisée par un demi-grand axe de 2,77 ua, un périhélie de 2,56 ua, une excentricité de 0,08 et une inclinaison de 11,28° par rapport à l'écliptique. Du fait de ces caractéristiques, à savoir un demi-grand axe compris entre 2 et 3,2 ua et un périhélie supérieur à 1,666 ua, il est classé, selon la JPL Small-Body Database, comme objet de la ceinture principale d'astéroïdes.

### Caractéristiques physiques
(30849) 1991 RE20 a une magnitude absolue (H) de 13,3 et un albédo estimé à 0,334.